# Lijst van burgemeesters van Schoonebeek
Dit is een lijst van burgemeesters van de voormalige Nederlandse gemeente Schoonebeek in de provincie Drenthe die op 1 mei 1884 ontstond als afsplitsing van een deel van de toenmalige gemeente Dalen en die per 1 januari 1998 opging in de gemeente Emmen.
| Ambtsperiode | Naam burgemeester             | Partij of stroming | Bijzonderheden                                   |
| ------------ | ----------------------------- | ------------------ | ------------------------------------------------ |
| 1884 - 1904  | Lodewijk (L.B.J.) Dommers     | liberalisme        |                                                  |
| 1904 - 1922  | M.L. Mulders                  |                    | Begraven te Apeldoorn, Begraafplaats Soerenseweg |
| 1922 - 1935  | Obbe (O.) Norbruis            | ARP                |                                                  |
| 1935 - 1941  | H. van Ek                     | ARP                |                                                  |
| 1941 - 1943  | Geert (G.) Bisschop           | NSB                | Vermoord op 29 juli 1943 door het verzet         |
| 1943 - 1945  | H.M. Verbeek                  | NSB                |                                                  |
| 1945 - 1950  | H. van Ek                     | ARP                | Aansluitend burgemeester van Achtkarspelen       |
| 1950 - 1966  | W.F.P. Osse                   | KVP                | Aansluitend Lid gedeputeerde Staten Drenthe      |
| 1966 - 1972  | Drs. Frans (F.J.M.) Cappetti  | KVP                | Aansluitend burgemeester van Eibergen            |
| 1972 - 1989  | Maurits (M.L.C.M.) Schneemann | KVP / CDA          | Aansluitend burgemeester van Ubbergen            |
| 1989 - 1990  | Drs. Gerd (G.E.W.) Prick      | PvdA               | Waarnemend                                       |
| 1990 - 1997  | Bert (B.) Migchels            | CDA                | Aansluitend burgemeester van Bathmen             |
| 1997 - 1998  | Henk (H.) Weidgraaf           | PvdA               | Waarnemend                                       |